# Rekonvalescencija
Rekonvalescencija (lat. re, 'ponovno'; 'natrag' + convalesco, 'okrijepiti se') medicinski je pojam koji se odnosi na vrijeme koje neposredno slijedi iza oporavka od neke fizičke ili psihičke bolesti, odnosno to je vrijeme između nestanka kliničkih znakova bolesti do potpunog oporavka.
Razlika između tzv. prizdravljanja od bolesti i potpunog oporavka važna je jer je u stanju rekonvalescencije organizam manje otporan na štetne utjecaje pa je potrebno izbjegavanje napora i odgovarajuća njega. Osobe koje prolaze kroz stanje rekonvalescencije nazivaju se rekonvalescenti.